# Línea M-120 (Bahía de Cádiz)
La Línea M-120 es una ruta de transporte público en autobús del Consorcio de Transportes de la Bahía de Cádiz. Es una de las dos líneas que comunican las localidades gaditanas de San Fernando y Chiclana.
El recorrido de esta línea surgió como consecuencia de la unificación de las anteriores M-120 y M-121, lo que se llevó a término en abril de 2009 debido a las obras que se realizaron en la Calle Real de San Fernando, con motivo de las obras del Tranvía Metropolitano de la Bahía de Cádiz.
La M-120 inicia su recorrido en el centro comercial Bahía Sur, tras lo cual atraviesa San Fernando por el norte y el este, en lugar de circular por el centro como las líneas anteriores. En algunos de sus recorridos, cuenta con parada a demanda en el polígono industrial de Tres Caminos que, aunque pertenece al término municipal de Puerto Real, se halla a medio camino de las otras dos localidades de la ruta. Una vez llegado a Chiclana, la ubicación del tranvía también ha modificado su recorrido: si bien la entrada se mantiene por la Avenida del Mueble, el recorrido se desvía por el polígono industrial Urbisur hasta la estación de autobuses, en la orilla del río Iro.